# Zwartbuikwinterkoning
De zwartbuikwinterkoning (Pheugopedius fasciatoventris; synoniem: Thryothorus fasciatoventris) is een zangvogel uit de familie Troglodytidae (winterkoningen).

## Verspreiding en leefgebied
Deze soort telt 3 ondersoorten:
- P. f. melanogaster: zuidoostelijk Costa Rica en westelijk Panama.
- P. f. albigularis: van centraal Panama tot noordwestelijk Colombia.
- P. f. fasciatoventris: noordelijk en het noordelijke deel van Centraal-Colombia.